# Swat
Ten artykuł należy dopracować:

przedstawiono sytuację tylko z polskiej perspektywy – artykuł powinien być przekrojowy.
Pomóż go poprawić. Na stronie dyskusji mogą znajdywać się pomocne komentarze.
Swat – osoba, która jest pośrednikiem w zawieraniu małżeństwa. Wyraz pochodzi od staropolskiego słowa swaćba, czyli wesele. Zależnie od regionu Polski określany też jako dziewosłęb, swach, raj, rajek, rajca, rajko, rajbieda, rajbasz, faktor lub faktur. Jego zasadniczą rolą było przedstawienie kandydata lub kandydatki do wstąpienia w związek małżeński w jak najlepszym świetle, ponadto swat zachęcał rodziców do obdarzenia panny pokaźnym wianem.
Funkcję tę pełnili zwykle starsi i doświadczeni mężczyźni, cieszący się zaufaniem lokalnej społeczności, potrafiący przekonać innych do swoich racji. Kobiety pełniły tę rolę rzadziej niż mężczyźni, ponieważ w niektórych regionach wierzono, że przyniesie to pecha młodej parze. Źródła podają jednak, że pierwotnie to przede wszystkim one się tym parały. Swatami zostawały osoby spokrewnione z zaręczonymi, jak też niepołączone więzami krwi (np. sąsiad). 
Zasadniczo rola swata była pełniona honorowo, choć często okazywano swą wdzięczność naturaliami, pieniędzmi czy częściami garderoby. Swatanie było wieńczone zaproszeniem rajka na wesele jako gościa honorowego. Przyjście swata mogło się łączyć z określonymi czynnościami o charakterze magicznym, np. stawianiem jego i kawalera pod pierwszą belką sufitu chaty, zanim gospodarz zaprosi do wejścia w głąb domu. 

Swat przynosił na rozmowy o małżeństwie wódkę. Jej otwarcie oznaczało zgodę na propozycje swata, zaś odmowa jej otwarcia była równoznaczna z odrzuceniem kandydata do ręki dziewczyny. 